# Joshua Liendo
Joshua Liendo Edwards (Toronto, 20 de agosto de 2002) é um nadador canadense.

## Carreira
Em 2022, no Campeonato Mundial de Budapeste, o revezamento 4 x 100 metros livre com Joshua Liendo, Ruslan Gaziev, Javier Acevedo e Yuri Kisil alcançou o sexto lugar. O romeno David Popovici venceu os 100 metros livres com 0,06 segundos de vantagem sobre o francês Maxime Grousset, outros 0,07 segundos atrás de Liendo conquistou a medalha de bronze. Liendo ficou em quinto lugar nos 50 metros livres. O húngaro Kristóf Milák venceu os 100 metros borboleta com 0,8 segundos de vantagem sobre o japonês Naoki Mizunuma, enquanto Liendo terminou em terceiro, 0,03 segundos atrás do japonês. O revezamento 4 x 100 metros livre misto com Liendo, Acevedo, Kayla Sanchez e Penny Oleksiak conquistou a medalha de prata atrás do quarteto australiano. Ruslan Gaziev, Taylor Ruck e Margaret Mac Neil também receberam a medalha de prata por seus esforços na bateria preliminar.
Um mês depois, nos Jogos da Commonwealth em Birmingham, o revezamento 4 x 100 metros livre misto com Javier Acevedo, Joshua Liendo, Rebecca Smith e Margaret Mac Neil conquistou a medalha de bronze atrás de Austrália e Inglaterra. O revezamento 4 x 100 metros livre com Joshua Liendo, Ruslan Gaziev, Finlay Knox e Javier Acevedo também ficou em terceiro. Nas largadas individuais, Liendo terminou em sexto lugar nos 50 metros borboleta e em sétimo nos 100 metros livres. Nos 100 metros borboleta, Liendo conquistou o ouro com 0,16 segundos à frente dos vice-campeões simultâneos James Guy da Inglaterra e Matthew Temple da Austrália. Nos 50 metros livres ele ficou em terceiro, atrás de Benjamin Proud e seu compatriota inglês Lewis Burras.
Em 2023, no Campeonato Mundial em Fukuoka, a equipe canadense de revezamento 4 x 100 metros livre com Joshua Liendo, Ruslan Gaziev, Finlay Knox e Javier Acevedo ficou em quinto lugar. Depois que Liendo foi eliminado nas semifinais nos 50 metros borboleta e 100 metros livre, ele chegou à final nos 50 metros livre e 100 metros borboleta. No entanto, ele desistiu da largada final no percurso curto de estilo livre. Nos 100 metros borboleta ele ficou em segundo atrás de Maxime Grousset, 0,2 segundos atrás. O revezamento 4 x 100 metros medley com Javier Acevedo, James Dergousoff, Joshua Liendo e Ruslan Gaziev alcançou a sétima colocação. O revezamento 4 x 100 metros livre misto com Joshua Liendo, Ruslan Gaziev, Margaret Mac Neil e Mary-Sophie Harvey ficou em quarto lugar, mas ficou mais de dois segundos atrás do ranking de medalhas.
Em maio de 2024, Liendo venceu os 100 metros borboleta e os 50 e 100 metros livres nas Olimpíadas do Canadá. Nos Jogos Olímpicos de Paris, ele inicialmente ficou em sexto lugar com o revezamento canadense 4 x 100 metros livre, que era composto por Joshua Liendo, Yuri Kisik, Finlay Knox e Javier Acevedo. Depois que Liendo foi eliminado nas semifinais dos 100 metros livres, ele chegou à final dos 50 metros livres como substituto devido à desistência do francês Maxime Grousset. Na final, Liendo terminou em quarto lugar, 0,02 segundos atrás do terceiro colocado. O húngaro Kristóf Milák venceu os 100 metros borboleta em 49,90 segundos à frente de Liendo em 49,99 segundos. O compatriota de Liendo, Ilya Kharun, ficou em terceiro com 50,45 segundos. A equipe de revezamento medley misto 4 x 100 metros alcançou o quinto lugar com Kylie Masse, Finlay Knox, Joshua Liendo e Margaret Mac Neil, sendo Mac Neil o único da equipe canadense utilizado tanto na final preliminar quanto na final.